# 記者
記者（きしゃ、英: reporter）とは、テレビやラジオ、新聞や雑誌などで取材、記事を編集記録し、メディアを通して自分の声で取材内容を視聴者・聴衆者に報告などを行う職業のこと、あるいはそのような職業に就く人物のことである。狭義では、マスメディアに雇われて記事制作に従事する企業内記者を指す。
新聞記者の場合、特にブン屋と呼ばれる。
雑誌記者の場合は、自分では原稿をほとんど書くことなく編集業務専従というケースも多く（特にマンガ雑誌）、かつてはこうした存在も大抵記者と呼んでいたが、現在は編集者と呼び分けることも多い。

## 求められる能力・資質と問題
ラジオ・テレビニュースや新聞は、その形式上、限られた文字数で記事を書かなければならないため、「短くまとめる」「専門用語は分かりやすく書く」「要点を先に書き、詳細な説明を後に持ってくる」という文章構成能力が記者には要求される。それらを実現するための多種多様な分野の知識に通じている必要もある。また、記事を短く分かりやすくまとめるために、文章には「紋切り型」の表現が多用され、文章表現には執筆者の個性はなるべく出さないことが求められる。
新聞記者に小説を書かせると、あまり読みやすい文章を書けず駄文となってしまう人も多い。長文を書く構成力や、説得力ある表現が求められる作家とは要求される能力は異なるのである。新聞記者出身の作家は少なくないが、いずれも記者生活で培った文章力を土台としつつも、独自に作家としての表現を研鑽した上でデビューしている。
記者が行使できる報道の自由は世界共通のものではなく、国によっては政治体制を支える思想への理解度を求められることもある。

## 内部的自由
内部的自由とは1960年代のドイツで生じた、新聞発行者に対する編集スタッフの権利に関する概念である。記者は報道機関の活動を遂行するために雇用された従業員であり、その指揮命令に従うことが求められる。一方、記者は表現活動に従事するため、社の編集方針と個人の思想や良心との軋轢という問題を抱えることがある。また、質の高い報道活動を行うためには、記者の専門的な職能が活かせるように自由な活動を認める必要もある。このように、一般企業の従業員とは異なり、報道機関では編集が全てを決定し記者が忠実に遂行するという構造はジャーナリズムの本質から言えば妥当では無く、個々の記者の自由を尊重すべきと考えられた。
伝統的に党派色の強いヨーロッパの報道機関では、編集綱領で記者の内部的自由が明文化されている場合がある。また、フランスの労働法典にはジャーナリストの良心を保護する良心条項という規定がある。良心条項では、買収などによって所有者が変更した場合や、報道機関の編集方針に大きな変化が生じた場合に、記者の政治的信条や良心との齟齬を理由に離職すると、整理解雇と同様の手当てを受けられる権利があるとされている。

## 日本における問題点
企業内ジャーナリストとしての「記者」の特有の問題点で一般的に指摘されるのは次の通りである。
学閥が形成されやすい。ほとんどのマスコミ企業は大学の新卒者からしか記者を採用せず、伝統的に政治部記者は、東京大学・早稲田大学・慶應義塾大学の3校出身者が多くを占めていて、高級官僚、政治家の出身校も似た傾向のため、政治部報道はごく一部のそうしたエリート層の論理で作られ、報じられているのではないかと指摘している者もいる。アメリカも学歴偏重社会だが、さまざまな経歴を持った者を記者に採用する。
元・毎日放送記者の鎌田正明は、テレビ局の記者は専門職ではなく、昨日まで営業や経理といったまったく畑違いの仕事をしていた局員が記者にされることがあり（その逆もある）、生涯報道畑で修練をかさねる職人肌の新聞記者などにくらべると、経験の蓄積や対人能力の鍛錬、モチベーションにどうしても差がでてくるので、取材のプロではないにわか記者が取材にいくと、大事故の現場での大騒ぎや、悲惨な事件の被害者家族への無神経なインタビューといった問題をおこすことが多いと指摘している。